# Steinkiste von Frohndorf
Die Steinkiste von Frohndorf, einem Ortsteil von Sömmerda im Landkreis Sömmerda in Thüringen, wurde im Jahr 1930 am Sperberhügel vom Heimatverein ohne fachliche Anleitung untersucht. Von dieser abgebrochenen „Ausgrabung“ fertigte V. Toepfer einen Bericht an.
Der bereits 1855 teilweise abgetragene Hügel barg unter einer mit Lehm abgedichteten Steinpackung eine ost-west-orientierte, gepflasterte Steinkiste mit Brandspuren im Steinmantel. Da das Grab nicht völlig untersucht wurde, fehlen unter anderem die Maße der Kiste.
V. Toepfer berichtet in der Ortsakte von einer Anzahl von Skelettresten verschieden alter Individuen, die durcheinanderlagen.
An Beigaben fanden sich zwei Feuersteinklingen, zwei durchbohrte Hundezähne, ein Hundeunterkiefer, eine Kupferspirale und die Scherben einer Kugelamphore.
Die Scherben der Kugelamphore waren für Hans Friebe Beweggrund, die Anlage der Kugelamphorenkultur (KAK) zuzuweisen. Hingegen vermutet Ulrich Fischer eine Nachbestattung der Kugelamphorenkultur in einer Walternienburg-Bernburger Kiste.